# プリペイドカード
プリペイドカード（英: prepaid card 略語：プリカもしくはプリペ）とは、予め入金して積み立てておく形（前払い）で一定金額の価値を有し、商品やサービスを提供してもらう権利のあるカード型の有価証券（金券）。プリペイドカードはトラベラーズチェックなどと同じく前払式決済の一種である。ただし、クレジットカードや預金口座から即時引き落とされるデビットカードとは異なる。
デビットカードと混同されやすいが、プリペイドカードの場合には入金した後は出金して現金化することができないタイプも多いので、注意が必要である。
また、プリペイドカードは未成年でも発行することができる物もある。

## 概説
プリペイドカードとは次のような特徴を有する磁気カードなどのカード類である。
1. 消費者が商品（サービス）の購入に先立って一定の利用価値を電磁的に記録したカードを購入すること（前払い方式）[2]
2. 消費者の商品（サービス）の購入時に購入金額分が電磁的な記録から減算されること[2]
3. カードと使用者の関係が特定されない無記名証券であり流通性を有すること[2]

事前に代金を支払って購入するもので、商品券と異なり、残額がゼロになるまで繰り返し利用できる。発行者側には、使用完了までの間に資金運用が可能、少額決済のために釣り銭の用意や販売機等に投入された硬貨の回収の手間が省けるなどの利点がある。また利用者側には、小銭を持ち歩く必要がなく、軽くて持ち歩きやすい、カードによってはプレミアム（おまけ）やポイント還元により現金での決済より有利、などの利点がある。
基本的には磁気で記録するカードであるため、記録するデータ量がさほど多くなく、また市販のカードリーダ/ライタで偽造が行いやすい。そのため、偽造カードの流通が大きな社会問題となっており、高額カードの発売および利用停止（テレホンカード（NTT）やオレンジカード（JRグループ）など）や、さらにプリペイドカードシステムそのものが廃止（ハイウェイカード（旧道路関係四公団）、オレンジカード、ふみカード（郵便局）など）されたものもある。
偽造対策のために開発されたICカードの一部や、国際ブランドのプリペイドカードでは、繰り返し代金を追加して利用できるカードもあり、一部の電子マネーに相似する。
また、モバイラーズチェックのように、磁気式ではなく、スクラッチカード印刷で一意の番号を記入したカードもある。これらのカードは、購入後、一意の番号を携帯電話等に登録して購入金額分の利用権を登録する形で利用する。また、コンビニエンスストアなどでは金券類などの盗難対策として、チケット用紙ないしは感熱式のレシートなど、シートに登録用の番号を印字して発行されていたが、最近ではプリペイドカードの裏面のバーコードをPOSレジに通し、購入処理が行われたことによってプリペイドカードの残高が有効になるシステム（POSA〈Point Of Sales Activation、POSアクティベーション〉方式）が導入されたことにより、カード式での販売が再び行われるようになった。
カードは多種多様に富んだデザインの物が発行されており、チャージが出来ないものは残額を使い切ったあとは使用用途が無くなる。使用済みプリペイドカードは回収してリサイクルされて別のプラスチック製品の原料になるほか、コレクターが収集目的で買い取る事がある。これを利用して、援助団体が発展途上国への援助活動などの活動資金の資金源として使用済みプリペイドカードを回収している事がある。また、一部のプリペイドカード採用事業者では、使用済みカードを特定枚数集めて特定金額の未使用カード1枚と交換するシステムを実施している事業者がある。

### 紛失、不正使用など
クレジットカードの場合と異なり、基本的にチャージ済み残高の不正使用（偽造も含まれる）や、プリペイドカードの紛失・盗難・障害に関する補償は無い。カード使用の際も、基本的に信用照会、与信照会は行われず、残高チェックだけが行われる。ただし、ブランドによっては、個人情報を登録しなくても利用できるカードにおける個人情報の登録や、特定の有料会員サービスを事前に契約しておくと、紛失や不正使用分が補償されるサービスもある。
基本的に無記名式のプリペイドカードは残高再発行は不能である。記名式（名義あり）であっても、プリペイドカードでは残高再発行に対応しないブランドが多数である。
ブランドカード型のプリペイドカードは、クレジットカードと同様に裏面の署名欄があるが、ここに署名するだけでは不正使用等に対する補償はされない。
プリペイドカードでオートチャージ機能を使用している場合、不正使用、盗難や紛失が発覚した場合には速やかに利用停止措置を取る必要がある。この点は、プリペイド（前払い）式の電子マネーと仕組みはほぼ同様である。詳細は「電子マネー」参照。
なお、ブランドカード型のものではICカード対応によりカード自体の偽造防止対応が進んでいるが、2024年現在でもICカード対応が完了していないカードも存在し、取引の際にサインが必要な場合がある。それ以外のハウス型カードでは磁気カードのままの物も多数ある。

## 米国のプリペイドカード
アメリカ合衆国はプリペイドカードの先進国となった国であり1976年に地下鉄で利用されたのが始まりである。
プリペイドカードについて米国では州により規制が異なる。プリペイドカード発行のための法的な資格要件が定められておらず所持人に対する特別の保護もないところもあるが、州の法律によって発行条件が厳格に規制され発行主体の倒産時の所持人保護について規定している州もある。
アメリカでは詐欺まがいの使用できないテレホンカードが流通して社会問題になったことがある。
ブランドプリペイドカードとしては、日本では発行、販売されていないアメリカンエキスプレスのプリペイドカードも存在する。

## 日本のプリペイドカード
日本では1982年に旧電電公社がテレホンカードを発行したのが最初とされている。
プリペイドカードの多くは資金決済に関する法律、それに基づく政令である資金決済に関する法律施行令（平成二十二年政令第十九号）、内閣府令である前払式支払手段に関する内閣府令（平成二十二年内閣府令第三号）によって規制される前払式支払手段の一種である。日本では1989年（平成元年）の前払式証票の規制等に関する法律により法規制が行われ同法はプリペイドカード法と呼ばれていた。前払式証票の規制等に関する法律に代わって2010年（平成22年）に施行されたのが資金決済に関する法律である。
資金決済に関する法律、前払式支払手段に関する内閣府令によって、通常、発行主体は内閣総理大臣（財務局）への届出か申請を必要とし、毎年3月・9月末時点で発行したカードの未使用残高が1000万円を超える場合、残高の半分以上の発行保証金を供託しておく義務などを負う。ただし、交通機関の回数券などは別の制度によって保全され、ハイウェイカードなどのような特殊法人が発行するものは、この法律の適用から除外されている。
日本ではこれらの法令のほかプリペイドカード取引標準約款及び加盟店規約例も定められている。

### 汎用型リロードタイプ
下記のものがあるが、その他に、SBI新生銀行等の外貨預金利用者を対象に、当該口座からチャージして国外で引き出すためのプリペイドカードも発行されている。
- JAL Global WALLET（日本航空、JALペイメント・ポート）：MasterCardプリペイドとして使用可能となっているJALマイレージバンクの会員カード。個人番号の登録を要する。
- ANAマイレージクラブ ANA JCBプリペイドカード（全日空、JCB）：JCBプリペイドとして使用可能となっているANAマイレージクラブの会員カード。
- ANAマイレージクラブ ANA VISAプリペイドカード（全日空、三井住友カード）：VISAプリペイドとして使用可能となっているANAマイレージクラブの会員カード。
- LINE Pay カード[7]：LINEで独自に展開していたLINE PayのサービスにJCBのプリペイドカードの仕組みを利用して実店舗での利用を可能にしたもの。サービス開始当初は利用普及を目的に利用金額の2%分のポイントが還元されていたが、2018年6月1日利用分からは利用実績に応じてポイント還元率が最大2%となるようにサービスが変更された。2020年12月22日、後述のVISAブランドのカードへの移行により、新規発行を終了。当初、発行済みのカードは券面上の期限まで利用できると発表していたが、有効期限に関わらず2023年10月末日を以って終了する。[8]
- VISA LINE Payプリペイドカード（LINE、三井住友カード）：上記カードに変わり、2020年12月より新たに始まったLINE Payのプリペイドカード。上記JCBブランドのカードとは違い、リアルカードは発行していないバーチャルカードではあるが、iDに対応しているので、スマートフォンでApple PayやGoogle Payに登録して街中のiD加盟店で利用する事が出来る。LINEのヤフーとの統合でヤフー側で展開していたPayPayとサービスが競合するため2025年4月を持ってLINE Payのサービスを終了することが決定し、本カードについてもカード有効期限にかかわらず2025年1月下旬でサービスを終了する。
- Money T Global（JTB→アプラス）：VISA、国外利用専用カード。ICなしのカード所有者については、切り替えの申し込みをしなかった場合は、有効期限を切り上げて使用不可、廃止の手続きを取った。2018年8月、発行主体がJTBからアプラスに移行となった。
- NEO MONEY（クレディセゾン）：VISA/銀聯、国外利用専用カード。VISAは、日本国内対応型と国外専用型がある（国外専用型を発行した既存会員は、希望により日本国内対応型に切換が可能）。銀聯は、国外専用のみ。チャージはセブン銀行のATM（VISAのみ、自社ATMも可能）を利用するが、指定されたいくつかの銀行・信用金庫の口座のいずれかに振り込む形でも可能。2021年9月30日を以ってサービス終了。[9]
- NETeller Prepaid MasterCard（Optimal Payments）：NETellerの英国地域の拠点で発行され、日本国内住所でも申込入手可能であったが、一度撤退の後の2018年10月末から再度日本市場に参入していたが、2020年4月21日に再度日本から撤退。その時点で残っている残高の銀行振込での出金のみ対応し、プリペイドカード等のサービスは日本で利用できなくなった。以前は国外発行のMasterCardの引き出しができるATM（コンビニATM等）を利用すれば、日本円での引き出しが可能で、国外発行・発送で日本国内からの申し込みができる数少ないカードであった[10]。
- VISA トラベルプリペイドカード Global Money（トラベルバンク）：2009年7月、JTBグループのトラベルバンクが発売。日本国外のVISA加盟店、VISA提携ATMで利用ができ、トラベラーズチェックに替わる商品であり、電子マネー的性格を持つ。新規の申込み受付は2012年3月で終了。
- WebMoney Card（auペイメント）：ウェブマネーポイントをMasterCardブランドのプリペイドカードとして使えるようにしたもの。後述のau PAY プリペイドは、当カードのインフラを採用している。チャージもauショップで行える。
- au PAY プリペイドカード（KDDI、沖縄セルラー電話、auペイメント）：2014年5月、auから提供が始まったMasterCardブランドのプリペイドカード。ウェブマネーとの併用も可能。当初は、単にau WALLETと称していたが、後にKDDIフィナンシャルサービスが発行する、au WALLET クレジットカード（クレジットは、VISAブランド、マスターカードブランドで発行）が発行開始されたため、区別のためにau WALLET プリペイドカードとなった（auショップのカウンターのほか、店舗によっては自動チャージ機で可能。また、一部金融機関のインターネットバンキングからのチャージも可能）。さらにその後、au WALLETがau PAYにリブランドされたため本カードも再度改称し現名称になった。バーコード決済のau PAYとチャージ残高が共有される。2024年4月からはICチップを搭載したカードへ変更されたため、カード発行（新規申込・更新）の際にチャージ残高より600円が発行手数料として引かれるが、利用状況によって後日発行手数料のキャッシュバックを受けられる。また、発行手数料が無料になる代わりに実カードが発行されないバーチャルカードの発行受付も開始されたが、スマートフォンでApple Payに登録すればMastercardのタッチ決済やQUICPay+に対応する実加盟店で利用できる。
- dカード プリペイド（NTTドコモ、三井住友カード）：dポイントカードにMasterCardプリペイドとiDプリペイド機能を搭載したもの。1回線に対して1枚発行可能。
- mijica（ゆうちょ銀行、クレディセゾン）：2017年1月23日より、仙台市と熊本市に所在するゆうちょ銀行直営店および一部郵便局の貯金窓口で、地域限定で発行開始された、VISAプリペイドカード。その後、札幌市と千葉県が追加。キャッシュカード発行手続済みのゆうちょ銀行の総合口座通帳を有する12歳以上の顧客であれば、即時発行する。仙台市のカードはむすび丸が、熊本市のカードにはくまモンのデザインが施されている。その後、公式サイトでの申し込みにより全国対応となったが、甚大な不正送金被害が発生した為に2020年9月中旬に送金機能の取扱いを停止、9月28日までに被害者への補償を完了、その後の調査により公式サイトへの不正アクセスが発生していたことが判明したために、10月3日に公式サイトの停止及び新規申し込みを停止。当該事件では2021年6月に初の逮捕者が出ており、中国系組織が関与している疑いがある[11]。発行済みのカードはチャージと支払い等の限られた機能のみ2022年夏頃まで利用出来るが、2022年春頃に新たなブランドデビットカードへ移行予定[12]。
- 楽天銀行プリペイドカード（JCB）（楽天銀行）：楽天銀行の口座を利用している楽天会員が発行できる、JCBプリペイドカード。楽天銀行の口座残高からチャージを行う。いったんチャージした残高は、楽天銀行の口座には戻すことができない。
- アクアカード（コメリキャピタル）：JCBプリペイドとして使用可能となっている、コメリ店舗ないしはコメリ.net利用者向けのポイントカード機能つきのメンバーズカードで、チャージはコメリのレジのみ可能。入会金100円（税込）が発行時にかかった[13]。2022年6月30日をもってJCBブランド付のアクアカードの申込受付を終了。同年秋からは国際ブランドを持たないハウスカードタイプの新アクアカードの発行を開始し、JCBブランド付のアクアカード利用者には順次新アクアカードへの切り替えを案内している。
- キャッシュパスポート（マスターカードプリペイドマネージメントサービシーズジャパン）：国外利用専用カード、MasterCardブランド
- ココカラクラブカード（クレディセゾン）：ココカラファインヘルスケア運営の各ブランドの店舗で発行される、VISAプリペイド機能付のポイントカード。2022年10月31日を以ってVISA加盟店での利用を終了。ココカラファイングループでのプリペイド利用も2023年4月30日を以って終了し、以降はポイントカードのみの扱いとなる。[14]
- ソフトバンクカード（SBペイメントサービス）：VISAプリペイドカードとTポイントカードを兼ねる[15]。なお、同音異義語となる「SoftBankカード」は、クレディセゾンが発行するクレジットカードであり、このカードとは別物となる。後に、バーチャルカードも同一会員番号で発行。これに伴い、実体のある有効期限後の更新カードは550円（税込）での有償発行となった（Tポイントカードとしては、期限が切れていても利用可能）。
- テイツーカード（カードフレックスジャパン、アプラス）：テイツーが運営する古書店やリサイクルショップで利用可能な、ポイントカード機能一体型のVISAプリペイドカード。テイツーの完全子会社であるカードフレックスジャパンの事業継続性の問題から発行停止となり、有効期限に到達しないものもポイントカードのみのものに順次切替がなされ、カードフレックスジャパンも2017年に会社清算。
- ドコモ口座 VISAプリペイドカード（NTTドコモ）：ドコモ口座利用者向けのサービスで、もとはネット決済用のワンタイムカードとして、バーチャルカードのみであったが、実体のあるカードの発行の開始にともない、有料で希望者に発行されるカード。2021年10月25日を以って、ｄ払いアプリへの統合により終了。[16]
- パルコプリカ（クレディセゾン）[17]：調布パルコ・福岡パルコで発行されるVISAプリペイドカード。チャージは発行店に設置されているチャージ機か全国のゆうちょ銀行ATMからの現金チャージ、またはセゾンカード・UCカードによるクレジットチャージのみ。利用する店舗に関わらず、利用金額の0.5%が翌月10日にプリペイド残高にキャッシュバックされる。2020年1月30日でサービス終了し、有効期限内のものでも使用できなくなった。
- ピコカ（クレディセゾン）：デリシアおよびユーパレット利用者向けのVISAプリペイド機能付きポイントカード。デリシア・ユーパレット店頭および八十二銀行のATMによる現金チャージとクレジットチャージに対応。2022年5月31日を以って終了。[18]
- マネパカード（マネーパートナーズ）：マネーパートナーズが発行するMasterCardブランドのプリペイドカード。同社でFX取引がある場合は、そのスプレッドを出金時に充当可能。当初は国外利用専用だったが、2016年6月からは、切換なしで日本国内での決済利用に対応した。2023年6月30日を以ってカードの利用を終了、12月30日のサポートデスク終了を以って全サービス終了予定。[19]
- ローソンおさいふPonta[20]（クレディセゾン）：JCBプリペイドとしてライセンスされ、スキミング防止の為にホロマグネットストライプを施したJCBロゴが付いた、JCBプリペイドカード。2020年8月17日でサービス終了。その後は期間限定の申し込み制で終了日までに使い切れなかった残高の払い戻しが行われ、ローソン店頭または銀行振込で返金された。
- 旅プリカ（JCB）：JCBプリペイド。JTBトラベルポイントの会員が発行できる。国内でのみ利用できる。チャージ提携店を除くグループ店舗（PTSトラベルナビを含む）やPay-easy、JCBのクレジット、ローソンのレジから行う。2021年1月4日サービス終了。1月6日から3月31日までが払戻対応期間となる[21]。
- Kyash（Kyash）：VISAブランド。アプリ上のバーチャルカードと、リアルカードの両者が存在する。更にリアルカードも2種類あり、本人確認不要で発行でき、国内のVISA加盟店と海外のVISA加盟オンラインサイトで利用できるKyash Card Liteと、海外リアル店舗でも利用できるKyash Cardの2種類。個人間での残高の送金も可能。なお、Liteの方はカード番号等が表に印字されている磁気カードなのに対し、Kyash CardはICチップ付きでカード番号が裏面に印字されたタイプとなる[22]。
- バンドルカード（カンム）：VISAブランド。アプリ上のバーチャルカードと、リアルカードの両者が存在する。ポイントは一切つかない。
- かぞくのおさいふ（三井住友カード）：VISAブランド。家族が子供のカードにチャージ出来たりと、家族や未成年の子供の利用を想定したサービス。本会員が6歳から発行可能[23]。
- SMTOWN VISAPREPAID（SMBCファイナンス）：VISAブランド。サービスは日本語で、日本人向けのカードではあるが、韓流男性アイドルのデザインが選べたり、韓国のソウル市にあるSMTOWNというショッピングモールで特典が受けられるという、韓流ファン向けのカード[24]。
- VポイントPay（三井住友カード）：VISAブランド。バーチャルカードの発行が出来るアプリ。Apple PayとGoogle PayにてVISAのタッチ決済およびiD扱いで利用できるので、リアル店舗での加盟店も少なくはない[25]。2024年4月22日にVポイントがTポイントと統合し、新たな『青と黄色のVポイント』になったため、『Vポイントアプリ』から名称変更。
- BANKIT（アプラス）：VISAブランド。Apple PayとGoogle PayにてVisaのタッチ決済およびQUICPay+扱いで利用できる。アプラスが提供するプリペイドカードアプリで、バーチャルカードとリアルカードを扱っているが[26]、リアルカードは2024年3月28日で新規発行受付を終了した。
- Tポイント×QUICPay（アプラス）：VISAブランド。上記のBANKITのVポイント（旧Tポイント）に特化したサービスで、Vポイントからのチャージにも対応しているが、サービス開始当初からリアルカードの発行は対応しておらず、チャージもVポイントからのチャージと後払いによるチャージしか対応していないため、申し込みに際してクレジットカードと同様の審査が必要となる。
- ultra pay カード（ULTRA）：VISAブランド。オンライン決済のみの「でじなカード」、国内リアル店舗と、海外オンラインサイトで使える「そとなカード」、世界中のリアル店舗も可能となる「そとなカード＋」の3種類を扱っている、株式会社ULTRAによるプリペイドカードアプリ[27]。
- 助太刀カード（クレディセゾン）：VISAブランドのカードではあるが、助太刀という施工工事等を行う業者やフリーの職人と顧客の仲介をするアプリで、顧客から支払ってもらった工事代金がチャージされるプリペイドカードなので、一般消費者ではなく、助太刀に登録している業者や職人向けのカードとなる[28]。
- Bizプリカ（TOMOWEL Payment Service）：MasterCardブランドの法人向けプリペイドカード。一例としては、経理課等の管理部門が営業課等の従業員に持たせているカードにチャージして、経費や必要備品等の購入でカードが利用されたら、管理部門の登録メールアドレスに通知が届くという仕組みを構築している[29]。
- B/43（株式会社スマートバンク）：VISAブランド。カードを利用したら公式のアプリ上で自動的に家計簿が出来る事を売りにしている。カードはエンボスレスで、表面にはB/43ロゴとVISAロゴしか載っていないシンプルなデザインで、16桁のカード番号等はすべて裏面に印字されている[30]。
- MIXI M（旧6gram、株式会社MIXI）：VISA、JCBブランドのバーチャルカード、VISAブランドのリアルカードを発行可能で、アプリ上で友達や家族等からグループを作りお金を出し合う事も可能。申し込みは招待制の為、すでに会員となっている人から紹介を受ける必要がある。チャージはVISA、Masterブランドのクレジットカード、一部の銀行口座、Apple Payから。カードはすけるトンという名称がつけられている通り、上部のデザイン兼磁気ストライプ部分より下が透明になっている非常に珍しいデザイン。リアルカードは店頭での磁気、IC、NFC（タッチ決済）に対応しているが、番号は公開されておらず、オンライン決済にはバーチャルカードを利用する形となる。また、バーチャルカードのみでも、Apple PayやGoogle PayへQUICPay+として登録して、実店舗での決済も可能[31]。
- IDARE（オリコ、株式会社Fivot）：VISAブランド。残高に対し最大年率2%相当のボーナスが付与される[32][33]。
- Pollet（Pollet）：VISAブランド。バーチャルカードとリアルカード（Pollet Million）が発行可能で、複数のポイントサイトや物品買取によるチャージが可能だった。2020年1月末日でカード機能が終了[34]。
- POINT WALLET VISA PREPAID（セレス）：VISAブランド。ポイントサイトの「モッピー」のポイントがチャージできる。カードを利用するとモッピーのポイントが0.5％還元させる。2022年5月末日にサービス終了[35]。
- EVERING（株式会社EVERING）：VISAブランド。エブリングと読む、NFC（タッチ決済）専用のスマートリング。要は指に装着してNFC対応の決済端末にかざして利用する「指輪型VISAプリペイド」。元々イギリスで始まったサービスで、日本では2021年5月より販売開始。他のプリペイドカードが発行料無料や数百円程度の入会金なのに対し、こちらは税込み19,800円（2023年4月現在）のEVERINGを購入する所から始まる。正確に指のサイズをはかりたい場合は、税込み2,200円のリングサイザー3本セットを先に購入する事も可能で、この場合はリング本体代金2,000円分の割引クーポンが付いてくる。チャージにはクレジットカードしか利用できないので、そもそもクレジットカードを持っていない人には向かないサービスである。[36]

### 海外送金・マルチカレンシー口座サービスのデビットカード
下記2サービスは海外で始まったサービスで、現在は日本からアカウントの登録、カードの申し込みが可能。複数の通貨を容易に扱えるマルチカレンシー口座の残高から支払われるカード（口座紐づけ）という事で、扱い上は「デビットカード」となっているが、日本の従来の銀行や信用金庫といった金融機関の口座と直接紐づけするという意味ではなく、そのサービスのアカウント内・アプリ内の口座にVISA/Masterのクレジットカードか一般の金融機関からの銀行振込にて資金をチャージしてからカードを使うので、日本ではブランドデビットというよりはブランドプリペイドのイメージに近い。
上記プリペイドカード一覧内のキャッシュパスポートのように、海外専用で国内の店舗では一切使えないカードも存在する中、RevolutとTransferWiseのカードは海外発のサービスながら日本国内の店舗でも利用できる。
- Revolut：レボリュートと読む。2015年にイギリスで始まったサービスで、日本では2020年から対応を開始した。アメリカ、オーストラリア、シンガポールにも進出済みのサービスな為、別通貨への両替や海外送金も容易にできる上に、VISAブランドのリアルカードを扱っている。当初はカード番号が一般のクレジットカードのように表面にエンボス加工されていたが、現在ではカード番号が裏面に印字されたタイプとなった。また、日本ではサービス開始当初はVISAとMasterブランドのクレジットカードからしかチャージ出来なかったが、現在では銀行振込にも対応した[37][38][39]。
- Wiseデビットカード：旧名称TransferWise（トランスファーワイズ）。こちらも海外送金や他通貨への両替等が容易にできる会社が発行しているカードで、MasterCardブランド。デビットカードと名付けられてはいるが、アカウントに資金のチャージをしてから使うので、上記のRevolut共に日本ではブランドプリペイドカードのイメージに近い。カードはICチップ付きのカードだが、右下に日本のテレホンカードのようなくぼみがあるデザインとなっている[40]。

### バーチャルカード
バーチャルカードとはインターネット上の決済のみで使えるカードである。下記のものの他、三菱UFJニコスやオリエントコーポレーション、ジャックス等が、すでに自社のクレジット会員を対象として、クレジットのショッピング枠からチャージして、本来のクレジットの会員番号とは別の番号でネット決済できるプリペイド式のバーチャルカードが設定されている。
- Vプリカ（ライフカード）：VISAバーチャルカード。コンビニで、POSAによる実体のあるカードの購入も可能。

### 使い切りタイプ
国際ブランドが付与されているが追加チャージ機能がないカード。テレホンカード等の使い切りタイプはハウスカードにあたる為後述の欄参照。
- バニラVISAギフトカード（インコム・ジャパン）：日本ではインコム・ジャパンにより発行されているカードタイプのVISA商品券。販売店のレジで、金額申告制により3000円以上の希望金額分の購入（初回チャージ）が出来、残高はVISA加盟店で利用できるが追加でのチャージは出来ない。その代わりに、クレジットカードのような審査もなければ、他のプリペイドカードのような免許証の提出、送信と言ったような最低限の本人確認等も一切なく、販売店の棚から取ってレジで買うだけで入手出来るのでプレゼントに最適である。ネットでの利用は初回に限り公式サイトでの認証が必要で、携帯電話番号を用いたSMSに認証用パスワードが届く[41]。

### ハウスカード
ハウスカードとは決済に使用できる対象が特定の会社の製品やサービスに限定されているものをいう。
※アルファベット順、五十音順（後継カードがある場合のみ直下に掲載する場合がある）

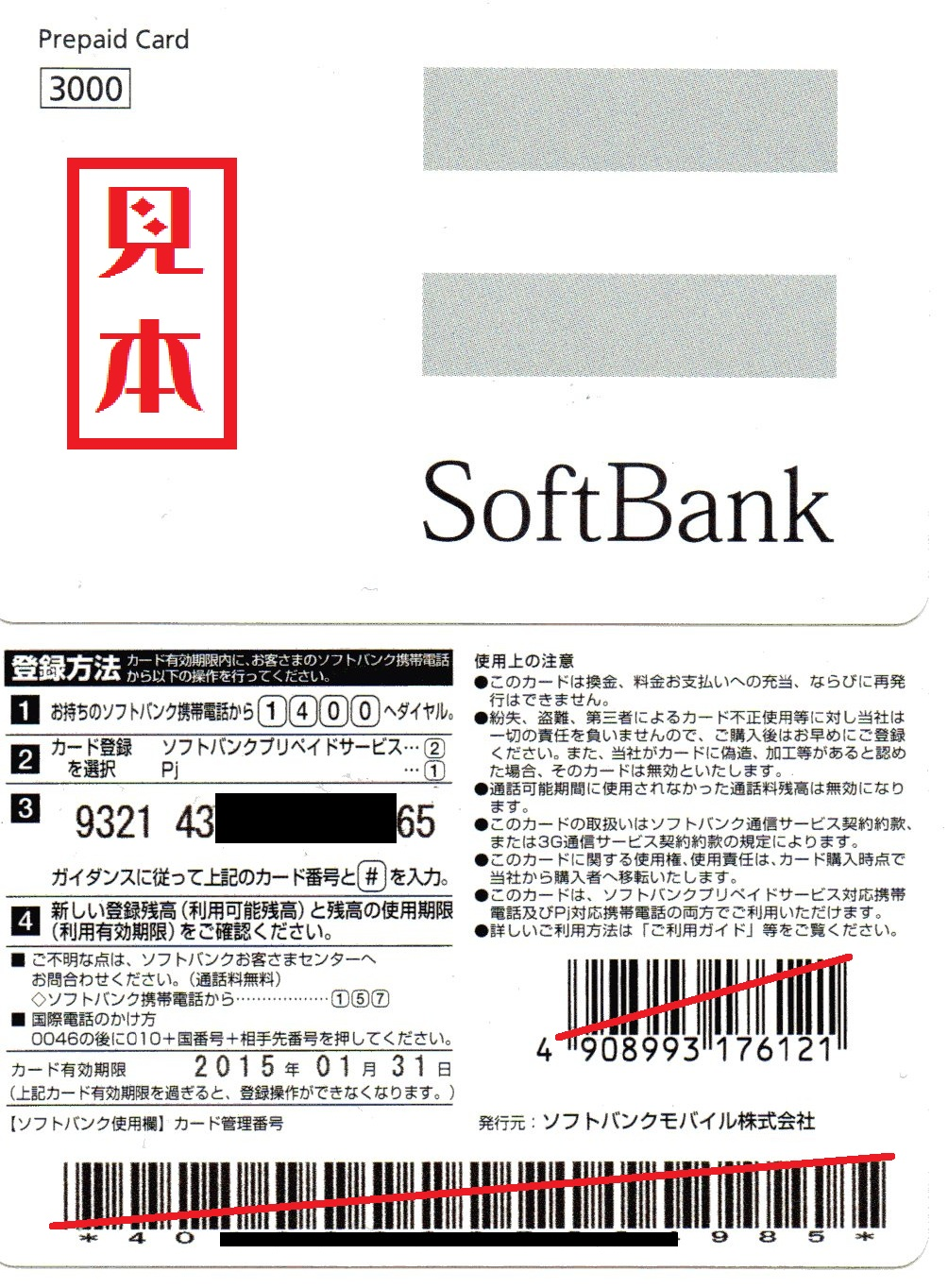
SoftBankプリペイドカード3,000円分の両面

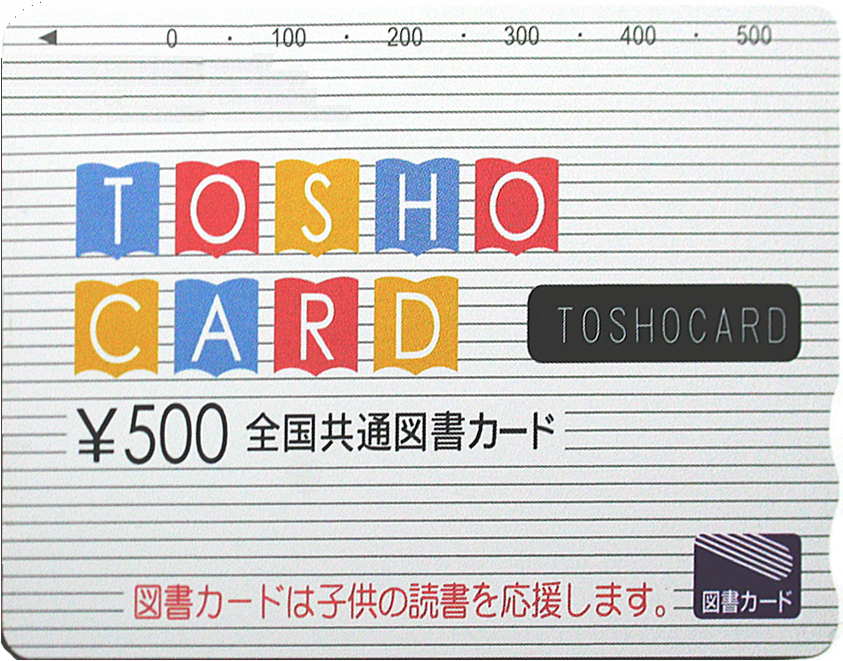
図書カード

- Amazonショッピングカード・Amazonギフト券：Amazon/Javariで利用できるカード。
- Amebaプリペイドカード：サイバーエージェントが運営する「Ameba」での決済に使われる。
- Aoca：クスリのアオキ専用[42]。
- apollostation キャッシュプリカ（旧出光キャッシュプリカ、出光クレジット）：出光興産のガソリンスタンドで利用できるカード。apollostation キャッシュプリカは一部店舗を除きブランドを問わず利用できるが、旧カードの出光キャッシュプリカでは出光ブランド店および出光ブランドから転換したapollostation店でのみ利用可能[43]。
- Brastel ブラステルスマートフォンカード：リチャージ式国際電話カード。
- CDMAぷりペイドカード：au（KDDI/沖縄セルラー電話）。携帯電話用。
- CoGCa：CGCグループ加盟一部企業の店舗のみで利用可能。ポイントカードとしては発行チェーン店（カード表面に加盟店のロゴが入っている）のみの完全ハウスカード。プリペイドカード機能は発行しているチェーン店間であれば相互利用可能。
- Comicaカード：ソフトバンク。主に国際電話用。
- CosmoGold コスモゴールドカード：リチャージ式国際電話カード。
- ENEOSプリカ：クオカードと相互利用できるカード。
- EZOCA：北海道で展開するポイントカードサービスで、EZOマネーという電子マネー機能が付与されており、道内のEZOマネー加盟店で利用できる[44]。
- GREEプリペイドカード：GREEコインプリペイドカード。GREEでの決済に使われる。
- goca：ゴウカと読む。綿半グループ各店で利用可能[45]。
- HALOCA：スーパーマーケット「ハローズ」専用[46]。
- HMV ギフトカード：HMVで利用できるカード。チャージ式と使い切りのものがある。
- iTunes Card・App Store Card：Apple iTunesのiTunes Storeで販売されている有料App購入時の決済に使われる。
- JA-SSプリカ：クオカードと相互利用できるカード。
- JCB PREMO（JCB）：コンビニや一部の地銀・第二地銀系のJCBフランチャイジーのカード会社で、POSAによる実体のあるカードの購入も可能。
- KDDI：OKカード。 PIN販売方式国際電話カード。
- KDDIスーパーワールドカード：KDDI。主に国際電話用。
- LaCuCa：スーパーマーケット「ライフ」専用[47]。
- Lu Vitカード：ホームセンターのバローグループのプリペイドカードであるが、JCB PREMOも付与されている。
- majica（ドン・キホーテ）
- masaca!!：サンリブグループ専用[48]。
- MEEMO：ホームセンターDCMグループ各店で利用可能。共通ポイントカードのマイボに付与されている電子マネー[49]。
- Mobageモバコインカード（DeNA）：MobageやYahoo!モバゲーでの決済に使われる。
- maruca：丸久グループ専用[50]。
- NC Pプラスカード（NCおびひろ）：北海道帯広市のカード会社NCおびひろのクレジットカード会員専用のカード。同社のクレジットカードを利用した際に付与されたポイントがチャージされる仕組みとなっており、従来の一定のポイントに達した際に紙の商品券と交換する手間がなくなったメリットがある。NC Pプラスカード加盟店にて利用可能で、一般のクレジットカードやブランドプリペイドカードの時同様、端末でクレジットカード決済を選択し、磁気スワイプして一括払いすることで決済が可能。他都市日商連加盟店では利用不可なほか、コープさっぽろ、サツドラ、イトーヨーカドー、イオン北海道などシステムの関係上道内のNCカード及びNCおびひろ加盟店でも利用できないチェーン店が一部存在する[51]。
- Pecoma：主に北海道で展開するコンビニエンスストア「セイコーマート」で利用できるカードで、セコマ会員証兼用[52]。
- QUOカード：株式会社クオカードが発行、販売している使い切りタイプのプリペイドカード。テレホンカードのような薄い磁気カードであり、大手コンビニやガソリンスタンド等の加盟店で利用できる。ENEOSで販売されているENEOSプリカ、JA-SSで販売されているJA-SSプリペイドカードNというタイプも存在し、通常のクオカードは両ガソリンスタンドで利用できるのに対し、各ガソリンスタンドから販売されているタイプはライバル社では利用できない。コンビニ等のガソリンスタンド以外のクオカード加盟店では通常のクオカード同様に利用可能（利用の際もENEOSプリカ等ではなくクオカードとして申告）また、現在ではスマートフォンアプリにて利用できるQUOカードPayというデジタルタイプも存在するが、こちらは画面上のバーコードを読み取っての決済となる為、従来のQUOカードとは加盟店数が違う[53][54][55][56]。
- rabbica：アララ株式会社のシステムを採用した全日食チェーンのプリペイドカード。ただ、全日食チェーン加盟会社でもこのカードにも別途加盟しないといけないので、利用可能店舗はまだまだ少なく、全日食チェーンのロゴが掲示されている店舗でも使えるとは限らないが、サービス開始から徐々に加盟店は増えていっている[57]。
- SB Callingカード（エスビーサイバーパス）：主に国際電話用。
- SkyWorld：スカイワールド。リチャージ式国際電話カード。
- Steam プリペイドカード：ゲームサイトSteam専用のカード[58]。
- SushiCa：元気寿司グループ各店で利用可能[59]。
- U.P.カード（出光クレジット）：宇佐美鉱油のガソリンスタンドで利用できるカード。
- Vivaplus ビバプラス：リチャージ式国際電話カード。
- Windowsストアギフトカード（マイクロソフト）：下記のXBOX ギフトカードとデザインは異なるが効果は同じ。
- XBOX ギフトカード（マイクロソフト）旧「マイクロソフトポイントカード」。現地通貨移行に伴い、XBOX ギフトカードに名称変更。XBOX LIVEおよびWindowsストアで販売されている有料ソフト購入時の決済に使われる。ただし、Windowsストアで対応しているのはWindows 8.1、およびWindows RT 8.1以降のWindowsが搭載（インストール）されたパソコン及びタブレットが対象。XBOX LIVEではXBOX 360に限定される。
- アークスRARAプリカ（出光クレジット）：カード自体は出光クレジットが発行に携わっている。主に北海道で複数ブランドのスーパーマーケットと各地方の運営会社が加盟しているアークスグループ各店で利用できるプリペイドカード。旧ラルズグループの頃から使われていたポイントカードの名称「RARAカード」の名を継承している[60]。
- あいプラスカード：さとうグループのポイントカード。楽天Edy付き[61]。
- アゼリアカード（クレディセゾン）：カード自体はクレディセゾンが発行する、アゼリア専用のカード。
- アルプスポイントカード：スーパーアルプスのカード。楽天Edy付き[62]。
- イオンギフトカード（イオンリテール）
- イデックスプリカ：イデックスグループが運営するガソリンスタンド専用[63]。
- オカモトプリカ：オカモトグループが運営するガソリンスタンド専用[64]。
- おさいふHippo：クリエイトS・D専用[65]。
- オッズカード（JRAシステムサービス）：中央競馬（JRA）の競馬場やWINSに備え付けてあるオッズボックス（オッズが書かれた紙を印刷・発行する端末）専用のプリペイドカード。
- 関西スーパーおさいふカード：関西スーパーオリジナルのカードではあるが、地方スーパーのカードにしては珍しく楽天Edyが付与されているので、一般の楽天Edy加盟店での支払いにも対応している[66]。
- サークルKサンクスプレカード：サークルK・サンクスにて利用可能なカード[注 2]。
- サンコーしあわせプリカカード：富山県高岡市のサンコー各店で利用可能[68]。
- 神鉄食彩館カード：しんてつ食彩館各店で利用可能[69]。
- スターバックスカード：スターバックスコーヒー専用[70]。
- 西友ショッピングカード：西友
- ソフトバンクプリペイドカード （ソフトバンク）：携帯電話用。
- ため得カード：北海道のモダ石油専用。プラスチックカードではなく、テレホンカードのような薄い磁気カード[71]。
- モダクラブカード：北海道のモダ石油専用。プラスチック製で上記のため得カードの後継にあたる。2022年中頃から順次移行が進められており、将来的には完全に移行する予定。ため得カードでは券面に残高が記載されていたが、モダクラブカードは公式サイトで番号を入力することで残高の確認が可能。[72]
- タリーズカード：タリーズコーヒー専用[73]。
- ちょこっとカード：北海道のコープさっぽろの電子マネー付組合員証。店舗及びカードの運営元が生協の為に「組合員証」という位置づけだが、一般の店舗で言う会員証やポイントカードと同じ位置づけである。500ポイント毎に自動的にチャージされるオートチャージ機能も備えている。初めて発行する際は組合員証の申し込み（コープさっぽろの組合員になる）という意味合いもあるため、出資金の支払いが必要となる[74]。
- テレホンカード（NTT東日本・NTT西日本）：公衆電話用。
- 電子マネー機能付きハッピーカード：エコスグループ各店で利用可能[75]。
- 東方インターナショナル：リチャージ式国際電話カード。
- 図書カード：磁気カードのものからQRコードのものへ変遷している。
- 知カード：廃止されている。
- トライアルプリペイドカード：ディスカウントチェーンのトライアル専用のカードで、ポイントカード兼用。以前はプリペイドカード機能がないポイントカードのみの発行だったが、リニューアル後にプリペイド機能が追加となり、旧カードからのポイント移行期間を経て旧ポイントカードは廃止された[76]。
- SU-PAY：ディスカウントチェーンのトライアルからリリースされている、スマホの決済アプリ。現行で対応している金融機関口座からのチャージ、決済が可能。画面上に表示するバーコードを読み取って決済する方式。ただ、地方金融機関は対応数が少ない。[77]
- トリトンバリューカード：北海道で有名な回転寿司トリトン等を運営する北一食品グループ各店で利用可能[78]。
- ナショナルプリカ - 大阪のスーパーナショナル専用[79]。
- ニンテンドープリペイドカード（任天堂）：Wiiの『Wiiショッピングチャンネル』及びニンテンドーDSiの『ニンテンドーDSiショップ』及びニンテンドー3DSの『ニンテンドーeショップ』で販売されている有料ソフト購入時の決済に使われる。旧ニンテンドーポイントプリペイドカード。
- パッキーカード（日本レジャーカードシステム）・パニーカード（日本ゲームカード）：CR機と呼ばれるパチンコ機でプレイする際に必要となる貸し玉プリペイドカード。1990年に導入された。
- ひまわりカードプラス：広島県のププレひまわり専用[80]。
- フィールさくらカード：愛知県等に展開するスーパーマーケット、フレッシュフーズフィール専用[81]
- プラザスタイル ギフトカード：PLAZAで利用できるカード。
- プリケーカード、プリティカード（ツーカー（KDDI））：2008年3月31日、ツーカーのサービス終了に伴い廃止。
- プレイステーションストアカード（ソニー）：PlayStation Storeで販売されている有料ソフト購入時の決済に使われる。旧プレイステーションネットワークカード。
- フレカプラス：ダイイチ(北海道)の電子マネー機能付きポイントカード。
- プレシャスカード：上島珈琲店等のUCCグループの店舗専用[82]。
- ポテトカード：北海道の斜里ポテト協同組合が発行するプリペイド機能付きポイントカード。知床・斜里地方の加盟店にて利用可能。かつて存在したオホーツクカードを継承した経緯があり、旧オホーツクカードはポテトカードと交換する措置が取られた[83]。
- マイカイクラブ電子マネーサービス：ディスカウントスーパーロヂャース専用[84]。
- マキヤプリカポイントカード：静岡県のマキヤという会社がFC運営している業務スーパーで利用可能[85]。
- マックカード：マクドナルド全店舗にて利用可能なカード[注 3]。
- マツモトプリカ：京都のスーパーマツモト専用[86]。
- まるごうおさいふプリカ：まるごう専用[87]。
- 万惣カード：広島県の万惣グループのスーパーで利用可能[88]。
- ミスタードーナツカード：ミスタードーナツ専用[89]。
- モスカード：モスバーガー専用[90]。
- モ〜ちゃんカード：なかやま牧場が運営するスーパーマーケット「ハート」各店で利用可能[91]。
- 楽天ポイントギフトカード：楽天で利用できる楽天スーパーポイントのカード。
- 楽得マプリ：京都のマツヤスーパー専用[92]。
- リラプリ：北海道エネルギー（通称 道エネ）のガソリンスタンド専用[93]。
- リンカ：生鮮市場バリューリンク専用[94]。
- ワールドプリペイドカード：NTTコミュニケーションズ。主に国際電話用。

上記の他、交通系のカードが多数存在する。

### 発行を終了したカード
- ICテレホンカード（NTT東日本・NTT西日本）：2006年3月末に利用停止。
- オレンジカード：JRグループが販売し、駅券売機での乗車券購入の際に利用できた。テレホンカードのような薄い磁気カードであり、2013年3月31日で終売した[95]。
- ふみカード（旧郵政省→郵政事業庁→日本郵政公社→現在郵便事業）：切手、葉書、郵便料金の納付。2003年4月以降販売中止、2006年9月30日廃止。
- モバイラーズチェックカード：NTTドコモ。2012年3月31日に販売終了。
- ユーカード：出光のガソリンスタンドやマクドナルドなどで使えた。2003年3月で廃止。
- プリペイドカード、pjカード：（当時ソフトバンクモバイル）。廃止されている。

## 国際ブランドタイプのプリペイドカード
VISA・MasterCardなど、国際ブランドが付与されていて、クレジットカードと同じように使用できるプリペイドカードをブランドプリペイドカード（ブランドプリカ）と呼ぶことがある。
これらのカードは実店舗で利用できるようにカードを発行するタイプと、ネットショップでの利用を前提としてカードそのものは発行せずにカード番号の発行のみを行うバーチャルタイプのカードが存在する。
カードによっては店頭に置いてあるカードに署名をすればすぐに入金して利用できるタイプのものもあり、これらのカードには表面の契約者名の部分に『CARD HOLDER』や『CARD MEMBER』など、個人名が記載されていない事がある。端末機器に名前が表示される、あるいは伝票に名前が印字される場合はカードに記載されたこのような名前が表示あるいは印字される。
残高以上の決済がされないように利用の都度信用照会による確認が必要なため、クレジットカードとは異なり信用照会端末やインターネット以外での決済には対応していないことが多く、インプリンタによる決済ができないようにカード番号などのエンボス加工がされていないものがほとんどである（ただし手書きで処理可能な場合はそれで決済できてしまうこともある）。
支払いしようとした金額がカード残高を超えた場合、信用照会が通らないため利用することが出来ず、カード決済の性格上、他の決済手段と併用して支払うことも出来ない（不足分を現金で決済することが可能な店舗もごく稀に存在する）。その他、定期的に支払いを行う処理（公共料金の月額利用料の支払い等）や、決済金額がその場で確定しない処理（ガソリンスタンドにおける給油料金の支払い）には利用できないが、例外としてKyash Cardやバンドルカードプラスではデポジットを預かることでガソリンスタンドに対応、au PAY プリペイドカードは出光興産のガソリンスタンドのうち出光ブランドあるいは出光ブランドから転換されたapollostationでのみ利用可能。飛行機の機内販売や、高速道路の料金所はその時点ではオフライン扱いの取引の為、利用が出来ない。
上記でもあるように公共料金や会員サイト等の定額支払いには利用できないのは勿論であるが、ネット通販等でその時限りの決済の場合でもエラー表示となり利用できないケースも少なくない。ブランドプリペイドやブランドデビットは、カードの性質上ネット通販での購入申し込み時の信用照会、商品発送時の本決済の二重引き落としが発生するリスクがあり、こういったトラブルを避けるために本当のクレジットカードのみ受け付けるように設定されているものと思われる。ブランドカードは頭4桁 - 8桁で発行会社やカードの種類が決まっているためそれらを受け付けないようにされているか、多くのブランドプリペイドで11円以上でないと決済出来ないようになっている事から、カード番号登録や購入申し込み時に10円以下の承認を取って利用可能カードか判別する通称「1円オーソリ」を実施しているサイトの可能性が高い。なお、実質利用できるサイトでの利用で二重決済が発生してしまった場合でも、本決済以外の利用承認分は店舗からの正式な請求データーが送られない為に、期間は数日から1か月以上要するがその分の残高が復活するとされている。
1度入金した残高は現金での払い戻しに対応していないものがほとんどだが、手数料を支払うことにより残高を現金で引き出すことが可能なものもある。
2016年以降、国外での決済やATM引出に対応するカードの場合は、個人番号を届け出ないと発行できない場合がある（あるいは、発行可能であっても国内利用のみに制限される場合もある）。

## 局所的に使用されるプリペイドカード
- 社員食堂や売店などの特定の会社の社内でのみ通用するカード
- 洗車機、コインランドリー、ゲームセンター、病院、ホテルの有料テレビ、大学生協などのコピー機など特定場所の機器を使用する際、使用料を支払うための専用カード
  - 病院に設置してあるテレビの視聴用カードは通常1枚1,000円で20時間テレビ視聴可能で度数式が主流である。1枚1,000円で4日間使用できる「定期券式テレビカード」も存在する。病室のテレビ以外に冷蔵庫や洗濯機等に使用できる場合もある。退院時には精算機で精算できるところが増えてきた。
- 特定のガソリンスタンドのみで使用できる給油専用、洗車専用プリペイドカード
  - カードの購入（入金）金額によって、ガソリン代金が数円程度割引されて給油できることが多いが、同じブランドのガソリンスタンドでも他の販売店では使用出来ないことがほとんどである。
- アメリカ軍兵士が使用している軍用カード、軍用手票の代わりとして1990年代から導入されている。